# 石垣司
石垣 司（いしがき つかさ）は、日本の経済学者。学術博士 (総合研究大学院大学) 。
東北大学大学院経済学研究科准教授。

## 略歴・人物
北海道稚内高等学校卒業後、法政大学工学部システム制御工学科へと進学。法政大学大学院工学研究科にてシステム工学を専攻した後、総合研究大学院大学複合科学研究科において博士課程を修了。
大学院を修了してからは、科学技術振興機構 戦略的創造研究推進事業 博士研究員、産業技術総合研究所 サービス工学研究センター 特別研究員などを務め、2011年に東北大学大学院経済学研究科着任。講師を経て准教授となった。サービス学会代議員、応用統計学会編集委員、東北学院大学の講師なども務める。
東北税理士会、仙台国税局主催の講演会において講師として登壇を行ったり、トヨタ自動車においてはデータサイエンスの見地から助言・指導を行った。

## 著作等

### 単著・共著
- 『サービス工学入門』（東京大学出版会、2009年）
- 『サービス工学の技術: ビッグデータの活用と実践』（東京電機大学出版局、2012年）
- 『サービス工学―51の技術と実践』（朝倉書店、2012年）
- 『ベイズ計量経済学ハンドブック-』（朝倉書店、2013年）
- 『人工知能学大事典 = Encyclopedia of artificial intelligence』（共立出版、2017年）
- 『経済経営のデータサイエンス』（共立出版、2022年）

## 専門分野
- データサイエンス
- ビッグデータ分析

## 受賞歴
- 「人工知能学会2010年度研究会優秀賞」（2011年）
- 「スケジューリング学会技術賞」（2012年）
- 「新しい経済産業指標開発コンテスト優秀賞」（2017年）
- 「電子情報通信学会論文誌Ｄ 学生論文特集秀逸論文」（2018年）
- 「Best Student Paper Award」（2021年）